# Euthanasie in nazi-Duitsland

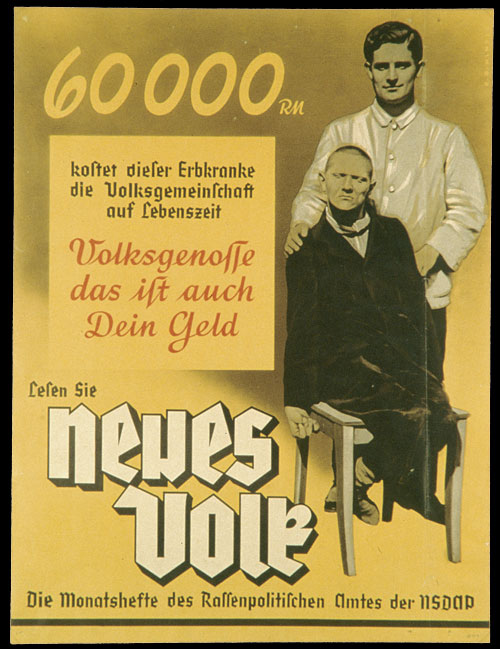
Voorblad van het propagandatijdschrift Neues Volk van het Rassenpolitisch Amt van de NSDAP (1938). Volgens de tekst kostte een persoon met erfelijke afwijkingen de staat gedurende zijn leven 60.000 Reichsmark.

Euthanasie in nazi-Duitsland was gericht op het systematisch vermoorden van kinderen en volwassenen die niet pasten in het mens- en maatschappijbeeld van het nationaalsocialisme. Het ging onder meer om psychiatrische patiënten, personen met een handicap, chronisch zieken, maar ook om groepen die als 'raciaal' of sociaal ongewenst werden beschouwd, zoals Joden, Sinti en Roma, Jehova’s getuigen, zogenoemde ‘asocialen’, beroepscriminelen en homoseksuelen. Deze personen werden gezien als Ballastexistenzen ("ballastlevens") met een leven dat als ‘onwaardig om te leven’ (lebensunwertes Leben) werd bestempeld. In totaal zijn ongeveer 250.000 mensen in nazi-Duitsland door euthanasie om het leven gekomen.

## Achtergrond
Na de machtsovername van Adolf Hitler op 30 januari 1933 werd eugenetica onderdeel van de wet. Op 14 juli 1933 werd de Sterilisatiewet, voluit de Gesetz zur Verhütung erbkranken Nachwuchses, van kracht. Deze wet was erop gericht personen met een verstandelijke beperking, schizofrenie, een bipolaire stoornis, genetische epilepsie, de ziekte van Huntington, genetische blindheid, genetische doofheid, een ernstige lichamelijke misvorming en chronisch alcoholisme gedwongen te steriliseren.
In propaganda-uitingen werd gesteld dat de nationaalsocialistische staat ervoor zou zorgen dat er in de toekomst geen mensen meer geboren werden van wie het leven als onwaardig werd beschouwd. Tussen 1934 en 1945 werden bijna 400.000 Duitsers gedwongen gesteriliseerd. Geschat wordt dat ongeveer 20.000 personen overleden aan de gevolgen van de operatie. De gedwongen sterilisaties waren een voorbereidende stap richting de euthanasiemoorden die vanaf 1939 plaatsvonden.

### Kindereuthanasie

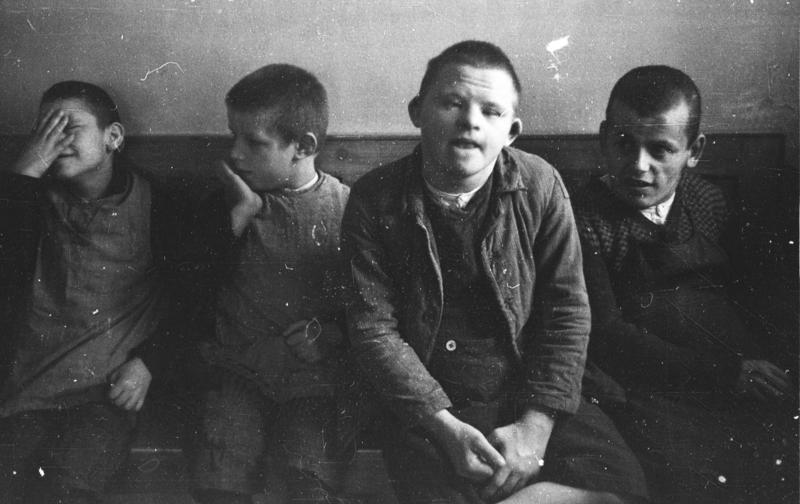
Vier kinderen met een beperking in Heilanstalt Schönbrunn (1934) Propagandafoto door SS-fotograaf Franz Bauer.

In het voorjaar van 1939 begonnen de voorbereidingen voor een operatie waarbij kinderen met een handicap systematisch zouden worden omgebracht. De operatie werd geleid door Philipp Bouhler en Karl Brandt.
Op 18 augustus 1939 werd een decreet van kracht waarin artsen, verloskundigen en verpleegkundigen de verplichting kregen om pasgeborenen en jonge kinderen onder de drie jaar met ernstige fysieke afwijkingen te melden. Vanaf oktober van dat jaar werden ouders van kinderen met een handicap, waaronder hersenverlamming, het Syndroom van Down en microcefalie, aangemoedigd hun kinderen te laten opnemen in gespecialiseerde klinieken. In deze klinieken, die gevestigd waren in nazi-Duitsland en Oostenrijk, werden de kinderen om het leven gebracht door middel van uithongering of een dodelijke overdosis medicijnen. Aanvankelijk werden alleen jonge kinderen omgebracht, later werd het uitgebreid tot personen onder de achttien jaar. Ongeveer 10.000 Duitse kinderen met een handicap zijn tijdens de oorlogsjaren vermoord.

#### Hans Asperger
De Oostenrijkse arts Hans Asperger, de naamgever van het Syndroom van Asperger, hielp volgens historisch onderzoek uit 2018 door Herwig Czech actief mee aan het euthanasieprogramma van de nationaalsocialisten om zijn carrière te bevorderen. Asperger was geen lid van de nazipartij, maar steunde etnische zuivering door middel van gedwongen sterilisatie van personen die werden beschouwd als minderwaardig.
Asperger was in 1942 betrokken bij een commissie die 35 kinderen met een verstandelijke beperking classificeerde als 'onopvoedbaar', waarna ze werden doorgestuurd naar de Am Spiegelgrundkliniek in Wenen waar zij werden vermoord. De meeste kinderen kwamen daar om het leven door opzettelijke uithongering of een overdosis medicijnen. Of Asperger op de hoogte was dat de kinderen in de kliniek vermoord zouden worden, is niet bekend.

### Aktion T4

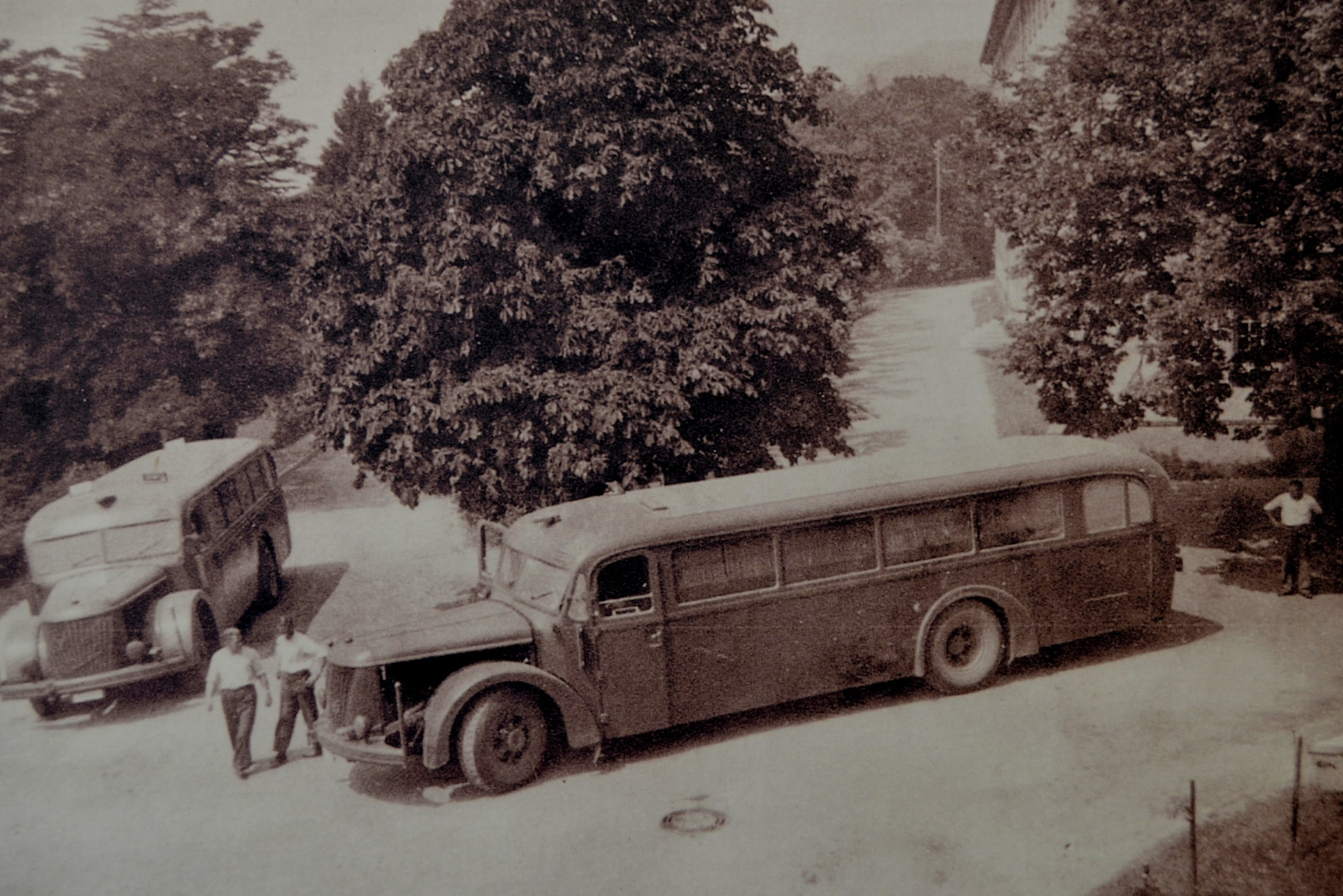
Een bus van het Gemeinnützige Krankentransportgesellschaft bij Euthanasiecentrum Hartheim.

Vanaf de herfst van 1939 werd het euthanasieprogramma uitgebreid naar het vermoorden van volwassenen. In het decreet dat werd uitgevaardigd door Adolf Hitler in oktober van dat jaar stond de tekst: "om de toestemming voor artsen om bij naam te worden aangewezen zodanig uit te breiden dat terminaal zieken na de meest kritische beoordeling van hun toestand barmhartige doding kan worden toegestaan."
Het ging onder meer om personen met chronische psychische stoornissen zoals schizofrenie, personen met neurologische aandoeningen zoals epilepsie, dementie of encefalitis, personen die niet Duits of van "verwante" afkomst waren, personen die vanwege strafrechtelijke redenen waren opgenomen en personen die reeds langer dan vijf jaar in de instelling verbleven.
In januari van 1940 ging het programma van start. Nadat personen door een psychiatrische expert in Berlijn waren aangemerkt om te sterven, werden zij met bussen van de Gemeinnützige Krankentransportgesellschaft overgebracht naar een van de zes euthanasiecentra in nazi-Duitsland. Deze bevonden zich in Bernburg, Brandenburg, Grafeneck, Hartheim, Hadamar en Sonnenstein. Aldaar werden ze omgebracht door middel van vergassing. Aktion T4 werd in augustus 1941 stopgezet na protest vanuit onder meer de Katholieke Kerk. Meer dan 70.000 mensen waren op dat moment in het kader van Aktion T4 om het leven gebracht.

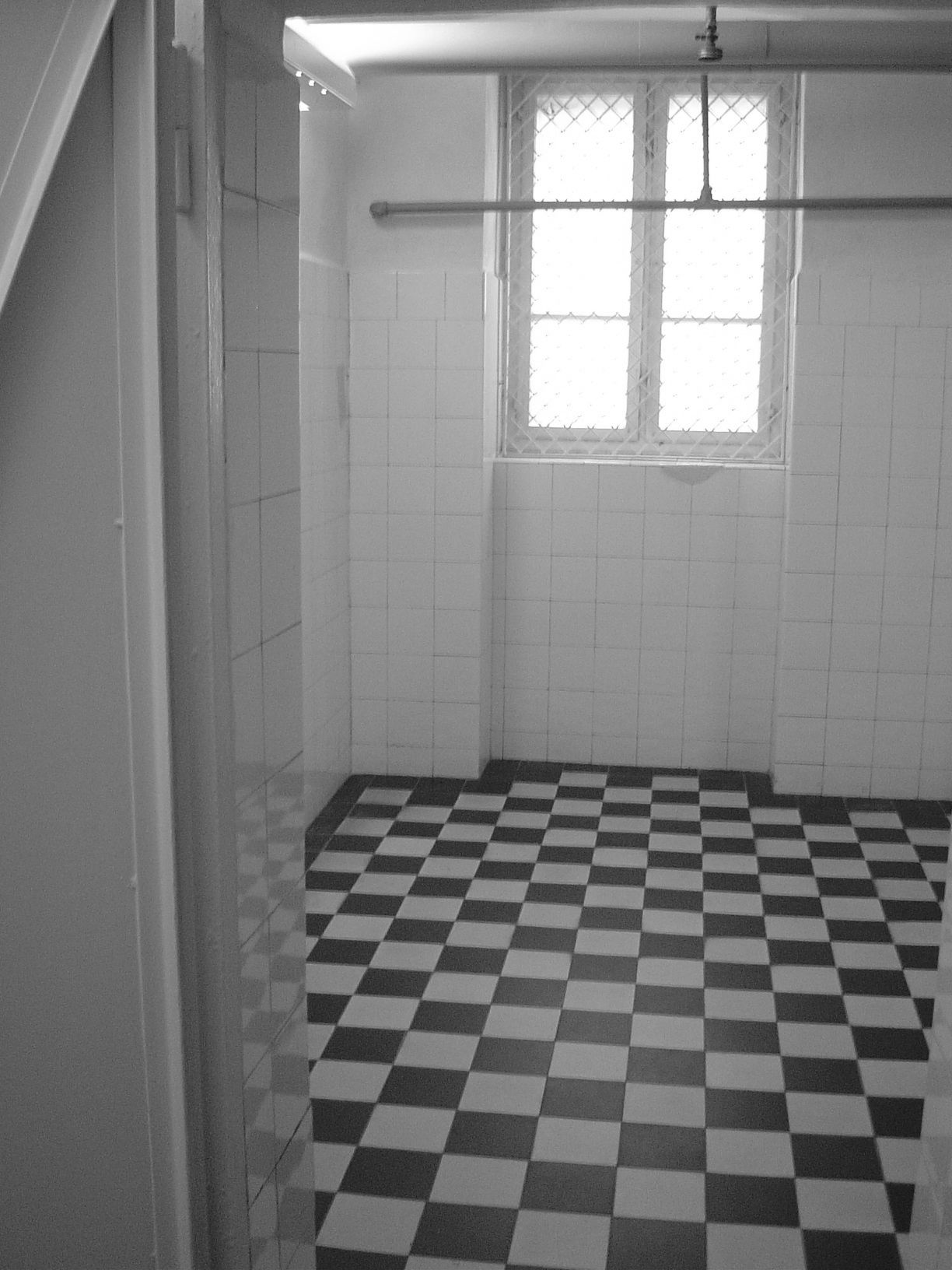
Gaskamer van Tötungsanstalt Bernburg

### Sonderbehandlung 14f13
Sonderbehandlung 14f13, ook bekend als Aktion 14f13, was een uitbreiding op Aktion T4 en werd uitgevoerd van april 1941 tot en met december 1944. Concentratiekampgevangen die werden beschouwd als arbeidsongeschikt of die te oud of ziek waren om te werken werden omgebracht in de gaskamers van een van de zes euthanasiecentra in nazi-Duitsland. Daarnaast werden ook Joden, politieke tegenstanders, beroepscriminelen en homoseksuelen slachtoffer van Sonderbehandlung 14f13. In april 1941 begonnen de gevangenenselecties in concentratiekamp  Sachsenhausen. In het voorjaar van 1943 werd Sonderbehandlung 14f13 tijdelijk opgeschort vanwege een tekort aan dwangarbeiders. In april 1944 werden de selecties opnieuw hervat, waarna voornamelijk gevangen uit concentratiekamp Mauthausen en het nevenkamp Gusen slachtoffer werden. Het totale aantal slachtoffers van Sonderbehandlung 14f13 is moeilijk vast te stellen, geschat wordt dat tussen april 1941 en het voorjaar van 1943 ongeveer 15.000-20.000 mensen in het kader van dit euthanasieprogramma om het leven zijn gebracht.

### Hungerkosterlass
Op 30 november 1942 vaardigde Walter Schultze, hoofd van de gezondheidsafdeling van het Beierse ministerie van Binnenlandse Zaken, het Hungerkosterlass (‘hongerkostbesluit’) uit. Daarin werd bepaald dat enkel arbeidsbekwame patiënten in verzorgingsinstellingen nog volwaardige maaltijden mochten krijgen. De overige patiënten kregen slechts een waterige groentesoep met weinig tot geen voedingswaarde. Op die manier werden zij langzaam uitgehongerd. Dit stervensproces werd soms versneld door het toedienen van kalmeringsinjecties. Naar schatting stierven ongeveer 150.000 mensen in nazi-Duitsland op deze manier de hongerdood.
Nazi-eugenetica ·
Arisch ras ·
Rassenhygiëne · 
Voorouderonderzoek ·
Onderzoeksinstituut voor Rassenhygiëne en Bevolkingsbiologie 

Rassenpolitisch Amt ·
Übermensch ·
Untermensch ·
Germanisering ·
Lebensraum ·
Völkische Bewegung ·
Volksgemeinschaft ·
Blut und Boden
Rassenwetten van Neurenberg ·
Ariërverklaring ·
Niet-Joodverklaring ·
Sterilisatiewet
Lebensborn ·
Moederkruis ·
Kinderontvoeringen door nazi-Duitsland ·
Hilfswerk Mutter und Kind
Euthanasie in nazi-Duitsland ·
Aktion T4 ·
Sonderbehandlung 14f13 ·
Generalplan Ost
Euthanasiecentrum Bernburg · Euthanasiecentrum Brandenburg · Euthanasiecentrum Grafeneck 

Euthanasiecentrum Hadamar · Euthanasiecentrum Hartheim ·  Euthanasiecentrum Sonnenstein